# Coelomera bipustulata
Coelomera bipustulata es un coleóptero de la familia Chrysomelidae.
Fue descrita científicamente en 1865 por Baly.